# ディアブロ (プロレスラー)
ディアブロ（1971年12月27日 - ）は、スペイン語で「悪魔」の意味を表す日本の覆面レスラー。

## 経歴
- プロレスラーになるため、メキシコへ渡り、フライ・トルメンタとエル・ソラールに師事する。
- 1994年9月、日本に帰国。
- 9月23日、プロレスリング華☆激博多スターレーン大会でゲレーロ・ディアブロとして対アステカ戦でデビュー。
- 1995年、西日本プロレスに入団。
- 1996年、西日本を退団。
- 2000年4月、華☆激に入団してリングネームをディアブロに改名。
- 2009年1月11日、華☆激を退団。

## 得意技
BJボム
ブルーサンダーと同型。
ディアブロドライバー
ライガーボムと同型。
ディアブロドライバーII
ビルディングボムと同型。
悪魔首折り弾

## 入場曲
- There's A Fire in the House（スティーヴ・ヴァイ）

## タイトル歴
- 博多ライトヘビー級王座
- IWCインターナショナルウェルター級王座
- CLL認定守谷ワールドタッグ王座
- DEP無差別級王座
- TOH王座
- DOVEタッグ王座
- 博多華味鳥杯1DAYタッグトーナメント優勝
- WDW王座
- 道頓堀最強タッグキング優勝
- ちがさきプロレス認定ツインウェーブタッグ王座

## エピソード
- チェーンを持って入場する。
- 典型的なパワーファイターである。
- ヒール道を貫いている。チェーン攻撃にパイプ椅子の本気殴り（イスをフルスイング）、場外乱闘、急所攻撃など徹底して「悪い人」を演じて観客から悲鳴を上げさせている。場外に出た時は本気で観客が逃げるほど恐れられている。
- プロレスリング華☆激ではアステカのライバルで裏エースとも言うべき存在だった。
- インディー団体出身選手の中では腕の太さに関しては5本の指に入ると自負している。
- 肌が焼けており黒い。誰だかわからない位もっと黒くなりたいと述べている。
- ゲレーロ・ディアブロとしてデビューする前に素顔でデビューしており、SGPに参加していた。このとき林田伸一とはよく対戦していた。
- メディア出演ではリング上のファイトとは裏腹の軽快なトークで人気を博している。
- 趣味が競馬で予想が絶好調のため、その正確さから「馬券王」と呼ばれることがある。
- ガンダム好きでガンプラのコレクターである。
- マスクのコレクターである。
- 大阪プロレスでスペル・デルフィンとシングルをするというビッグマッチが回ってきた。一緒に参戦していたアステカに「いやぁー、ついに俺もここまで来たかー」、「（ヒールだから）大暴れして反則負け喰らってきてやるよ」、「デルフィンクラッチなんか絶対喰らわねぇよ」と言い、威勢よくリングに飛び出したもののデルフィンクラッチから6分で敗北してアステカに「6分、お前馬鹿か」と怒られた。